# Abba Naor

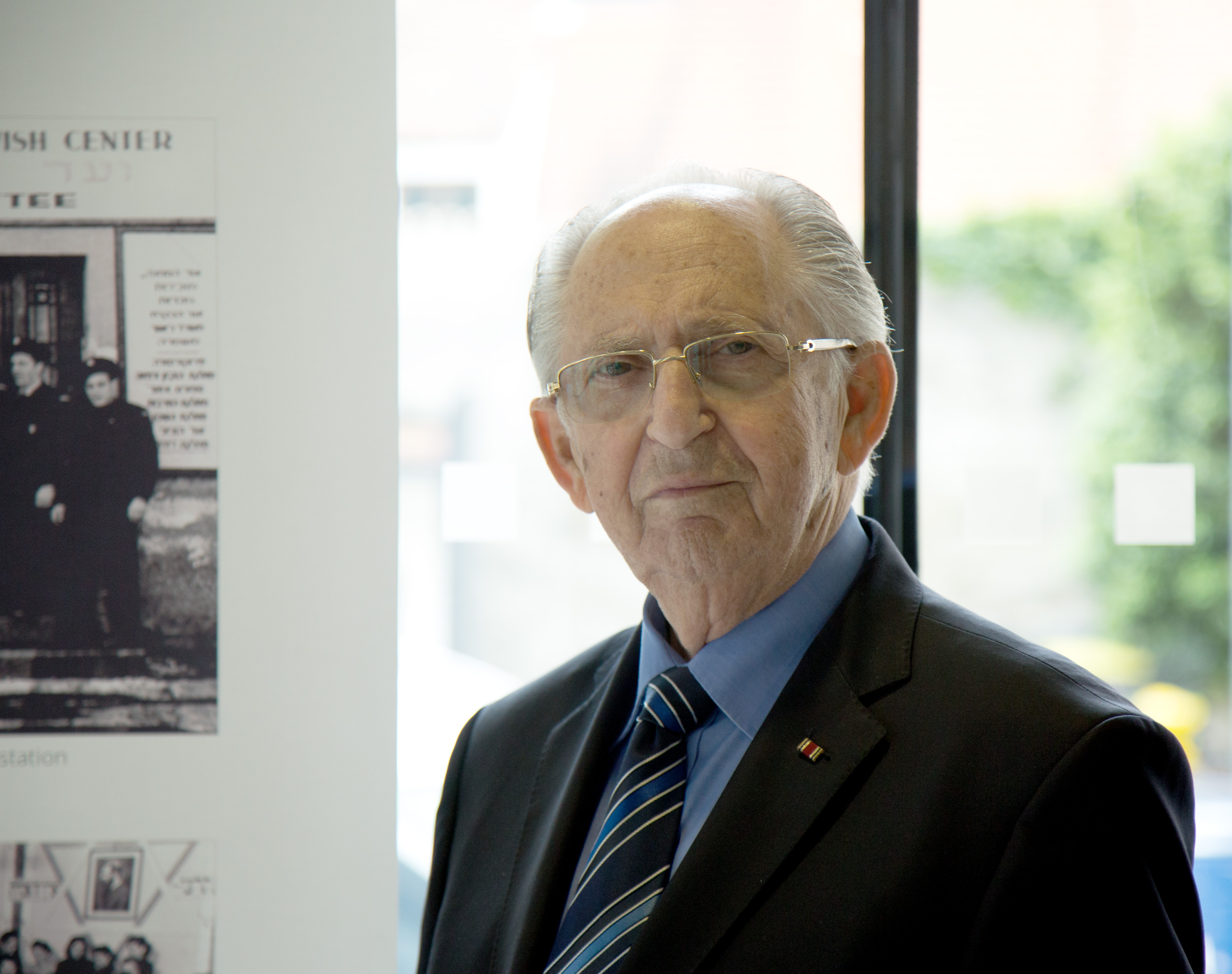
Abba Naor (2018)

Abba Naor (geboren als Abba Nauchowicz am 21. März 1928 in Kaunas, Litauen) ist ein jüdischer Holocaust-Überlebender.

## Leben
Abba Naor wurde als Sohn des Fotografen Hirsch Nauchowicz (1901–1992) und dessen Frau Chana (1905–1944) geboren. Seine beiden Brüder waren Chaim (1927–1944) und Berale Nauchowicz (1936–1944). Als Kind sang er im Chor, besuchte häufig das Theater und hatte den Wunsch, Schauspieler zu werden.
Nach dem Einmarsch der deutschen Wehrmacht  in Kaunas im Jahr 1941 floh die Familie nach Vilnius, kehrte aber nach einigen Tagen nach Kaunas zurück. Im August desselben Jahres musste er im Alter von 13 Jahren gemeinsam mit seiner Familie in das Ghetto Kaunas umziehen. Sein älterer Bruder wurde kurz darauf erschossen, nachdem er versucht hatte, in der Stadt Lebensmittel zu organisieren. 1944 folgte die Deportation ins Konzentrationslager Stutthof. Hier wurde die Familie getrennt; seine Mutter und sein jüngerer Bruder wurden im Juli 1944 im KZ Auschwitz ermordet, sein Vater wurde in das Außenlager Allach deportiert. Naor kam in verschiedene Außenlager des Konzentrationslagers Dachau, zuletzt musste er im KZ-Außenlager Kaufering V in Utting am Ammersee schwerste Zwangsarbeit leisten sowie im Frühjahr 1945 den Todesmarsch überstehen. 
Anfang Mai 1945 wurde Naor in Waakirchen von der US-Armee befreit und traf im DP-Lager in München seinen Vater wieder, mit dem er dann nach Israel emigrierte, wo er nach einem illegalen Einwanderungsversuch und Zwangsaufenthalt auf Zypern 1947 ankam. Seinen Familiennamen änderte er in Naor. Nachdem er 1948 im Unabhängigkeitskrieg gekämpft hatte, arbeitete er viele Jahre für den israelischen Geheimdienst, bis er 1965 nach München zurückkehrte, wo sich sein Vater als Großhändler etabliert hatte. Dort wurde er als Unternehmer in der Gastronomie tätig, betrieb zunächst einen Imbiss, dann ein Restaurant und ein Kaffeehaus.
Seit 1950 war Naor mit seiner aus Essen stammenden Frau Lea (gest. 2016) verheiratet. Er hat zwei Kinder, mehrere Enkel und Urenkel und lebt in Rehovot (Israel) und in München. „Er personifiziert wie kaum ein anderer die Werte Versöhnung, Völkerverständigung und Freundschaft.“
Im Jahr 2014 wurde seine Autobiografie veröffentlicht. Darin berichtet er auch über seine Zeit als Agent des Shin Beth und Mossad, unter anderem bei der Rettung der Falaschen aus Äthiopien. Die Operation Brüder wurde 2019 unter dem Titel The Red Sea Diving Resort verfilmt.

## Engagement
Seit den 1990er Jahren unterstützt Naor Initiativen für weitere Mahnmale an der Strecke des Todesmarsches. Seit 2001 ist er Vertreter der ehemaligen Landsberg-Häftlinge im Vorstand des internationalen Dachau-Komitees und seit 2017 dessen Vizepräsident als Nachfolger von Max Mannheimer. Die Erinnerung an den Holocaust hält er wach durch die Mitarbeit in der Stiftung Bayerische Gedenkstätten; dem Stiftungsrat gehört er seit 2015 als ordentliches Mitglied an. Er ist als Mitinitiator des Schüleraustausches von deutschen und israelischen Kindern sehr aktiv und organisiert Gedenkfahrten von KZ-Überlebenden und ihren Angehörigen aus Israel nach Deutschland. Er berichtet an Schulen in Bayern als Zeitzeuge über seine Verfolgungsgeschichte während des Nationalsozialismus.
2018 übernahm er die Schirmherrschaft des Wolf Durmashkin Composition Award in Landsberg am Lech. Er begleitete die Ausstellung von Litauen nach Landsberg 2018 im Rahmen der ersten Jüdisch-Deutschen Festwoche 2018 in Landsberg. Im selben Jahr entstand im Rahmen des Projekts LediZ (Lernen mit digitalen Zeugnissen) ein interaktives 3D-Zeugnis über seine Holocausterfahrung.

## Autobiografie
- Abba Naor: Ich sang für die SS. Mein Weg vom Ghetto zum israelischen Geheimdienst. Bearbeitet von Helmut Zeller. C. H. Beck Verlag, München 2014, ISBN 978-3-406-65983-6.

## Ehrungen
- 2009: Bundesverdienstkreuz[15]
- 2018: Bayerischer Verdienstorden[16]
- 2021: Bayerischer Verfassungsorden[17]